# Mohsen Namjoo
Mohsen Namjoo ( en idioma persa : محسن نامجو ) Torbat-e Jam, 4 de marzo de 1976, es un cantante y compositor iraní. Su estilo de música está influenciado por el blues y el rock, así como por la música tradicional persa. Las letras de sus canciones son también una combinación de poemas clásicos persas, sus propias letras y poemas contemporáneos; Namjoo usa las palabras libremente, infundiéndoles ironía y sarcasmo para consedguir con la música crear una forma de canto genuina. Un corresponsal iraní de The New York Times en Irán escribió que «algunos lo llaman una especie de Bob Dylan de Irán».

## Trayectoria
Namjoo nació el 4 de marzo de 1976 en Torbat-e Jam, una pequeña ciudad en el noreste de Irán. A finales de 1997 y principios de 1998, realizó sus dos primeros conciertos, con el tema «combinación moderna de poesía y música iraní». En el 2003 comenzó a grabar partes de sus propias obras en Teherán. Su álbum de debut titulado Toranj fue lanzado oficialmente en Irán en septiembre de 2007. También compuso bandas sonoras para películas y obras de teatro.
En 2006, el sistema judicial iraní condenó a Namjoo in absentia a una pena de prisión de cinco años por supuestamente ridiculizar a los ash-Shams, una sura del Corán, en su canción "Shams". La condena se produjo a pesar de su disculpa formal.  Después de establecerse en occidente, la canción fue lanzada como parte de su álbum Oy .
En otoño de 2011, Namjoo grabó su siguiente álbum Alaki en vivo durante su concierto en la Universidad de Stanford. Este álbum fue parte de su trabajo en Stanford Pan Asian Music festival. La banda acompañante consistió en Ali Bazyar (percusión), Dina Zarif (vocal posterior), Tannaz Jaffari (vocal posterior), Serwah Tabbak (vocal posterior), Siamack Sanaie (guitarra), Mark Deutsch: (Bazantar, guitarra). En otoño de 2012, Namjoo lanzó su nuevo álbum 13/8. Trece / ocho es una compilación de seis piezas de Mohsen Namjoo, que se desarrollaron en los Estados Unidos durante el anterior año. La actuación fue preparada en colaboración con los músicos de California James Riotto (contrabajo), Robert Shelton (teclado), Ezra Lipp (batería) y Greg Ellis (percusión). Payam Entertainment produjo una serie de actuaciones en vivo para 2012. La actuación inaugural en Berkeley, California se grabó en preparación para un lanzamiento de dos álbumes en el futuro con el mismo título.
Desde finales de 2013, Mohsen Namjoo ha sido artista residente de Brown University Middle East Studies hasta 2014. Durante su residencia, se involucró en una serie de actividades. El 7 de diciembre de 2013, para dar inicio a su residencia, dio una presentación, en el Centro Granoff para las Artes Creativas. En la primavera de 2014, impartió el curso «Tradición y protesta: música persa e iraní» y dio varias charlas musicales a públicos sobre temas como «Shahram Shabpareh: Honestidad y escala menor» y «Ritmos iraníes».  El semestre de primavera de 2014 ofreció un concierto muy concurrido la noche del 10 de mayo.